# Виноградов, Лев Сергеевич
Лев Сергеевич Виноградов — советский хозяйственный, государственный и политический деятель, Герой Социалистического Труда.

## Биография
Родился в 1913 году в Москве. Член КПСС с 1940 года.
Участник Великой Отечественной войны, комиссар партизанского отряда, командир партизанского отряда имени Жданова Первомайской партизанской бригады, затем командир отделения стрелкового полка. С 1946 года — на хозяйственной, общественной и политической работе. В 1946—1985 гг. — на руководящих и инженерных должностях в химической промышленности СССР, директор Гаурдакского серного комбината Министерства химической промышленности СССР в Чарджоуской области.
Указом Президиума Верховного Совета СССР от 20 апреля 1971 года присвоено звание Героя Социалистического Труда с вручением ордена Ленина и золотой медали «Серп и Молот».
Избирался депутатом Верховного Совета Туркменской ССР 9-го и 10-го созывов. Делегат XXIV и XXV съезда КПСС.
Умер в ПГТ Гаурдак (ныне Магданлы Туркменистан) в 1987 году (по другим данным — умер в Москве).